# Napoleonaea talbotii
Napoleonaea talbotii är en tvåhjärtbladig växtart som beskrevs av Baker f. Napoleonaea talbotii ingår i släktet Napoleonaea och familjen Napoleonaceae. Inga underarter finns listade i Catalogue of Life.